# Herero (taal)

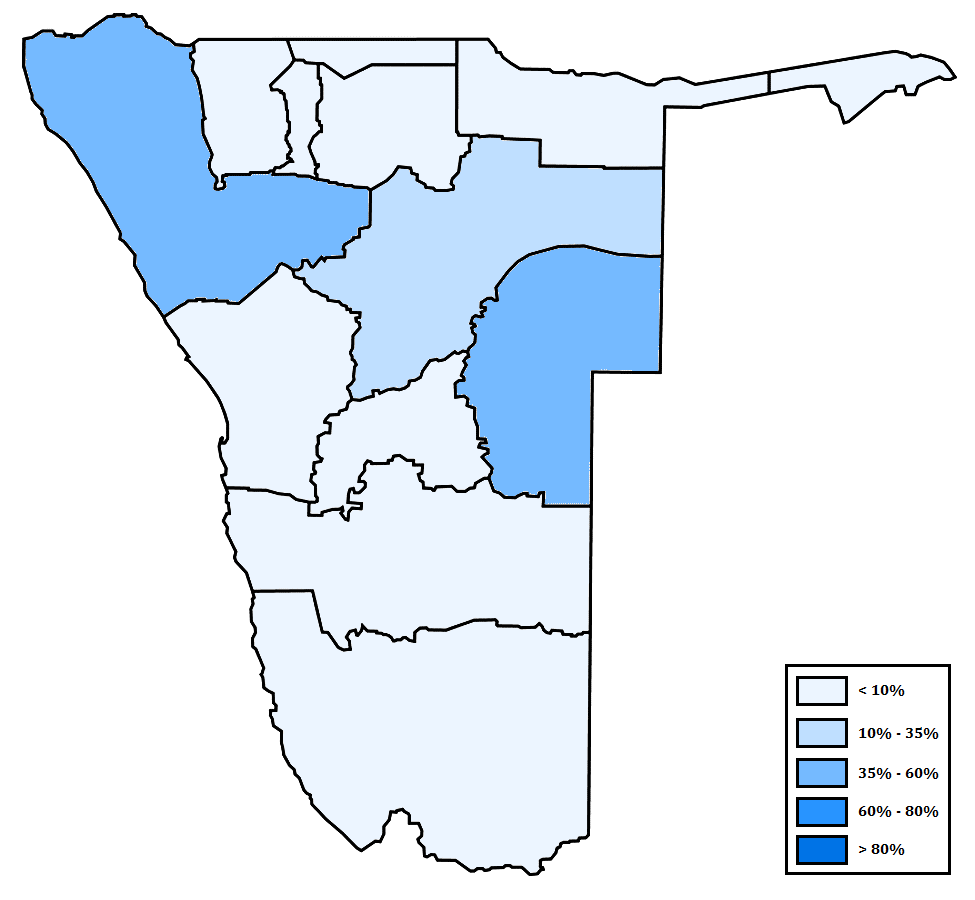
Dichtheid van sprekers van het Herero per regio in Namibië

Herero of Otjiherero is een Bantoetaal die wordt gesproken door de Herero’s in Namibië. De taal wordt ook gesproken door de in Botswana wonende Herero's Er zijn ongeveer 130.000 mensen met Herero als moedertaal.
Herero is vrijwel gelijk aan Zemba, de taal van de Himba’s in het noordwesten van Namibië.